# Mockrehna
Mockrehna é um município da Alemanha, situado no distrito da Saxônia do Norte, no estado da Saxônia. Tem 115,18 km² de área, e sua população em 2019 foi estimada em 5.041 habitantes.